# David Chokachi
David Chokachi, pseudonimo di David Al-Chokhachy (Plymouth, 16 gennaio 1968), è un attore statunitense nato dal padre di origini irachene e dalla madre finlandese.

## Biografia
Si diplomò in una scuola del Massachusetts nel 1986, ed in seguito si laureò alla Bates College nel 1990.
Dopo la laurea, iniziò la sua carriera ad Hollywood. Il successo è arrivato grazie alla partecipazione alla serie televisiva Baywatch. Nel corso degli anni ha preso parte ad altre serie tv come Witchblade e Beyond the Break - Vite sull'onda.
Nel 1997 venne scelto da People come una delle persone più belle al mondo.

## Filmografia parziale

### Cinema
- Baywatch: White Thunder at Glacier Bay, regia di Douglas Schwartz (1998)
- 12 Bucks, regia di Wayne Isham (1998)
- Psycho Beach Party, regia di Robert Lee King (2000)
- Terrore ad alta quota (Collision Course), regia di Fred Olen Ray (2012)
- Atlantic Rim, regia di Jared Cohn (2013)
- Terremoto 10.0 (10.0 Earthquake), regia di David Gidali (2014)
- As Long As I'm Famous, regia di Bruce Reisman (2019)
- Last Call in the Dog House, regia di Bruce Reisman (2021)

### Televisione
- Baywatch – serie tv, 89 episodi (1995-1999)
- Piano criminale (The Unspeakable), regia di Howard McCain - film TV (1996)
- Susan - serie TV, episodio 1x12 (1997)
- Sabrina, vita da strega (Sabrina the Teenage Witch) – serie tv, episodio 1x16 (1997)
- Una donna senza scrupoli (Bad to the Bone), regia di Bill L. Norton – film TV (1997)
- V.I.P. - serie tv, 1 episodio (1999)
- Witchblade - serie tv, 23 episodi (2001-2002)
- She Spies – serie TV, episodio 2x04 (2003)
- Crimson Force, regia di David Flores - film tv (2005)
- Beyond the Break - Vite sull'onda - serie tv, 36 episodi (2006)
- Bats 2, regia di Jamie Dixon – film TV (2007)
- Jet Stream, regia di Jeffery Scott Lando – film TV (2013)
- Una perfida vendetta (A Mother's Worst Fear), regia di Jared Cohn – film TV (2018)
- Segreti a Old Saybrook, regia di Jacob Cooney - film TV (2022)

## Doppiatori italiani
- Andrea Ward in Baywatch
- Massimiliano Manfredi in Witchblade
- Francesco Prando in Beyond the Break - Vite sull'onda
- Enrico Pallini in Jet Stream